# Summerville (South Carolina)
Summerville ist eine Gemeinde (town) im Süden des US-Bundesstaates South Carolina. Sie erstreckt sich über die Countys Berkeley, Dorchester und Charleston. Sie ist Teil der Metropolregion Charleston. Das U.S. Census Bureau hat bei der Volkszählung 2020 eine Einwohnerzahl von 50.915 ermittelt.

## Geschichte
Die erste Siedlung in Summerville begann nach dem Amerikanischen Unabhängigkeitskrieg; sie wurde 1785 als Pineland Village bezeichnet. Die Entwicklung in der Gegend resultierte aus Plantagenbesitzern, die in der Gegend um Charleston wohnten und nach Summerville kamen, um den saisonalen Insekten und dem Sumpffieber zu entkommen.
Summerville wurde 1847 offiziell zu einer Town erhoben. In diesem Jahr erließ die Stadt ein Gesetz gegen das Abholzen von Bäumen jeglicher Größe, das erste derartige Gesetz in den Vereinigten Staaten, und es wurde eine Strafe von 25 Dollar für jeden verhängt, der dies ohne Erlaubnis tat. Heute lautet das Motto auf dem offiziellen Siegel der Stadt: Sacra Pinus Esto (Die Kiefer ist heilig). 

## Demografie
Nach einer Schätzung von 2019 leben in Summerville 52.549 Menschen. Die Bevölkerung teilte sich im selben Jahr auf in 71,2 % Weiße, 21,4 % Afroamerikaner, 0,5 % amerikanische Ureinwohner, 1,9 % Asiaten und 3,1 % mit zwei oder mehr Ethnizitäten. Hispanics oder Latinos aller Ethnien machten 5,0 % der Bevölkerung aus. Das mittlere Haushaltseinkommen lag bei 59.180 US-Dollar und die Armutsquote bei 11,7 %.
| Jahr | Einwohner¹ |
| ---- | ---------- |
| 1950 | 3.312      |
| 1960 | 3.633      |
| 1970 | 3.839      |
| 1980 | 6.492      |
| 1990 | 22.519     |
| 2000 | 27.752     |
| 2010 | 43.392     |
| 2020 | 50.915     |

¹ 1950 – 2020: Volkszählungsergebnisse

## Infrastruktur
Die U.S. Route 78 verläuft in der Nähe des Zentrums von Summerville und führt 24 Meilen (39 km) nach Südosten zur Innenstadt von Charleston und 29 Meilen (47 km) nach Nordwesten zur Interstate 95 bei St. George. Die Interstate 26 führt durch die nordöstliche Ecke von Summerville mit Anschluss an die Ausfahrt 199 und führt südöstlich nach Charleston und nordwestlich 90 Meilen (140 km) nach Columbia.